# 阿布·马赫迪·穆罕迪斯
阿布·马赫迪·穆罕迪斯（阿拉伯语：‎ 1954年7月1日—2020年1月3日）伊拉克、伊朗政治家，军事领导人，伊拉克民兵组织人民动员副领导人，曾领导真主党旅对抗伊拉克萨达姆政权，参与了针对伊斯兰国的军事行动，其下属的组织与伊朗伊斯兰革命卫队圣城军关系密切。
2020年1月3日，在美军的空袭行动中与伊斯兰革命卫队领导人卡西姆·苏莱曼尼一同被刺杀。
2020年8月20日，伊朗国防部长宣布將一枚射程1000公里的巡航导弹命名为“阿布·穆汉迪斯”。